# Sphaeralcea laxa
Sphaeralcea laxa är en malvaväxtart som beskrevs av Elmer Ottis Wooton och Standley. Sphaeralcea laxa ingår i släktet klotmalvor, och familjen malvaväxter. Inga underarter finns listade i Catalogue of Life.